# NGC 7658
NGC 7658 ist ein interagierendes Galaxienpaar im Sternbild Kranich. Es ist schätzungsweise 480 Millionen Lichtjahre von der Milchstraße entfernt.
Das Objekt wurde am 4. April 1834 vom britischen Astronomen John Herschel entdeckt.